# Abdel Fattah al-Burhan
Abdel Fattah Abdelrahman Burhan (árabe : عبد الفتاح عبد الرحمن البرهان) (Mudiriyah, 1960) é um político e tenente geral sudanês que é Presidente do Conselho Soberano do Sudão desde 2019 e foi também presidente interino do Sudão de 12 de abril de 2019 a agosto do mesmo ano. após o então presidente, Ahmed Awad Ibn Auf, renunciar e passar seu cargo.
Em 2021, ele liderou um Golpe de Estado e tomou o poder do país.

## Golpe de Estado
Em 25 de outubro de 2021, Abdel Fattah al-Burhan declarou Estado de Emergência no Sudão após dissolver o conselho civil-militar conjunto que comandava o país e mandar prender o primeiro-ministro Abdalla Hamdok e outros funcionários do Conselho Soberano.
Hamdok, que foi preso por se recusar a apoiar o Golpe de Estado, é um economista e diplomata que trabalhou para a ONU e que havia sido nomeado primeiro-ministro para liderar um governo interino após a derrubada do ditador Omar al-Bashir. No entanto, ele sempre enfrentou rejeição de parte das Forças Militares, tanto que em 21 de setembro, segundo a VOA, as forças leais a al-Bashir tentaram tomar o poder, mas a tentativa de Golpe foi controlada.
A prisão do primeiro-ministro levou milhares de pessoas, a maioria jovens adultos, às ruas para protestar contra as "detenções pelo exército de membros do governo sudanês", conforme a VOA. Houve tiros e alguns manifestantes queimaram pneus, enquanto as manifestações aconteciam na capital Cartum e nas cidades de Atbara, Wad Madani e Port Sudan, relata a BBC.
No dia do Golpe de Estado, os serviços de internet e de radiodifusão foram cortados, relata a VOA, e segundo a BBC, forças militares e paramilitares foram enviadas para Cartum, onde fecharam acessos, como ruas e pontes, e também interditaram o aeroporto internacional.
Eleições estavam marcadas para acontecer em 2021

### Reações internacionais
O secretário-geral da ONU, António Guterres, condenou a ação militar e pediu a imediata liberação de Hamdok e outras autoridades presas. A Casa Branca, a União Europeia e a Liga Árabe também expressaram desagrado com o Golpe.  